# Ван Верт, Том
Том ван Верт (нидерл. Tom van Weert; род. 7 июня 1990, Синт-Михилсгестел, Северный Брабант) — нидерландский футболист, нападающий клуба АЕК (Афины).

## Клубная карьера
Ван Верт — воспитанник клубов РКВВ и «Ден Босх». 5 декабря 2008 года в матче против ПЕК Зволле он дебютировал в Эрстедивизи в составе последнего. 6 марта 2009 года в поединке против «Эйндховена» Том сделал «дубль», забив свои первые голы за «Ден Босх». Летом 2014 года ван Верт перешёл в роттердамский «Эксельсиор». 9 августа в матче против НАК Бреда он дебютировал в Эредивизи. 17 августа в поединке против «Гоу Эхед Иглз» Том забил свой первый гол за «Эксельсиор».
Летом 2016 года ван Верт перешёл в «Гронинген», подписав контракт на 3 года. 7 августа в матче против «Фейеноорда» он дебютировал за новый клуб. 16 сентября в поединке против «Утрехта» Том забил свой первый гол за «Гронинген».
Летом 2018 года ван Верт подписал контракт на 3 года с датским клубом «Ольборг». 2 сентября в матче против «Раннерс» он дебютировал в датской Суперлиге. В поединке против «Хобро» Том забил свой первый гол за «Ольборг». В 2021 году ван Верт перешёл в греческий «Волос». 12 сентября в матче против «Ламии» он дебютировал в греческой Суперлиге. В этом же поединке Том забил свой первый гол за «Волос». В своём дебютном сезоне игрок забил 17 мячей и стал лучшим бомбардиром чемпионата. Летом 2022 года ван Верт перешёл в столичный АЕК, подписав контракт на два года. В матче против «Панатинаикоса» он дебютировал за новую команду. 21 декабря в поединке против «Ламии» Том сделал «дубль», забив свои первые голы за АЕК. В своём дебютном сезоне игрок помог клубу выиграть чемпионат и завоевать Кубок Греции.

## Достижения
Клубные
 АЕК (Афины)
- Победитель греческой Суперлиги — 2022/2023
- Обладатель Кубка Греции — 2022/2023

Индивидуальные
- Лучший бомбардир греческой Суперлиги (17 голов) — 2021/2022